# Opus latericium

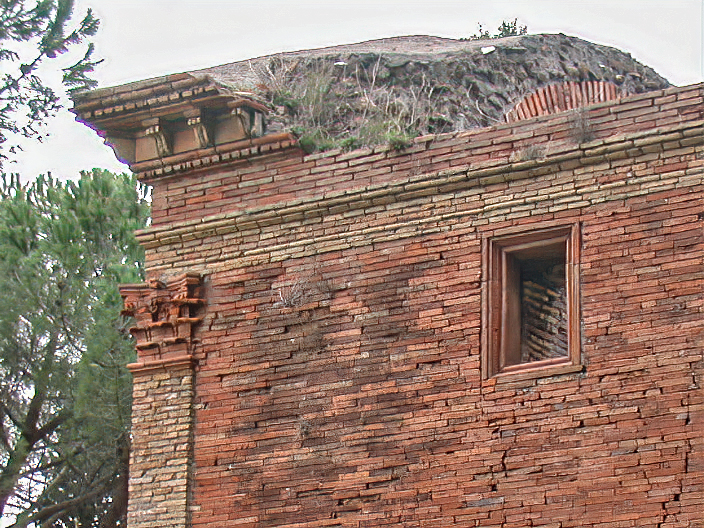
Ejemplo de opus latericium en una tumba de la antigua Vía Apia en Roma.

Opus latericium es una técnica constructiva de la antigua Roma en la que una mampostería de un ladrillo de grueso se usa para revestir un núcleo de opus caementicium («later-es» significa "ladrillos" en latín). Las hojas de ladrillo se trababan con el núcleo de cemento por la forma de disponer las piezas triangulares, en que se cortaban los ladrillos, con uno de los ángulos hacia el interior del muro. El núcleo era el elemento resistente mientras que el ladrillo era prácticamente un revestimiento. Fue el método principal de construcción de paredes en la época imperial.